# Ignatița, Vrața
Ignatița (în bulgară Игнатица) este un sat în comuna Mezdra, regiunea Vrața,  Bulgaria. 

## Demografie
Componența etnică a satului Ignatița
     Bulgari (93,42%)
     Nicio identificare (6,57%)
     Altele (0,48%)
La recensământul din 2011, populația satului Ignatița era de 624 locuitori. Din punct de vedere etnic, majoritatea locuitorilor (93,42%) erau bulgari. Pentru 6,57% din locuitori nu este cunoscută apartenența etnică.